# Boks na Igrzyskach Ameryki Środkowej i Karaibów 1998
Wyniki zawodów bokserskich, które rozgrywane były w dniach: 13 - 22 sierpnia 1998 roku w Maracaibo.

## Medaliści
| Kategoria wagowa               | Złoto            | Srebro                 | Brąz                               |
| Waga papierowa (-48 kg)        | Maikro Romero    | José Luis Valera       | Liborio Romero Iván Calderón       |
| Waga musza (-51 kg)            | Manuel Mantilla  | Yonnhy Pérez           | Leon Moore Eudis Mendez            |
| Waga kogucia (-54 kg)          | Waldemar Font    | César Morales          | Nehomar Cermeño Edwin Rodríguez    |
| Waga piórkowa (-57 kg)         | Enrique Carrión  | Jairo Gonell           | José Cruz Lasso Mark Alexander     |
| Waga lekka (-60 kg)            | Mario Kindelán   | Miguel Cotto           | Marco Tulio Aceituno Carlos Castro |
| Waga lekkopółśrednia (-63,5kg) | Roberto Guerra   | Francisco Joya Rizo    | Isidro Mosquera Naudy Mendoza      |
| Waga półśrednia (-67 kg)       | Diógenes Luña    | José Luis Zertuche     | Julio Jean Charly Navarro          |
| Waga junior średnia (-71 kg)   | Hely Yánes       | Marcus Thomas          | David Sánchez Isaac Caballero      |
| Waga średnia (-75 kg)          | Ariel Hernández  | José Luis Herrera      | Michael Brooks Kurt Sinette        |
| Waga półciężka (-81 kg)        | Humberto Savigne | Francisco Alvarez      | Francisco García Terry Cox         |
| Waga ciężka (-91 kg)           | Félix Savón      | Jhony Alexander Molina | Alejandro Virgen Haro Tomas Orozco |
| Waga super ciężka (+91 kg)     | Freddy Soto      | Owen Black             | Felipe Bojorquez                   |